# 侯淅珉
侯淅珉（1963年7月—），男，汉族，河南淅川人，中华人民共和国政治人物。北京大学地理学系自然地理专业本科毕业，北京大学社会学专业硕士毕业。曾任吉林省人民政府副省长，中共吉林省委常委、省委政法委书记。现任中共湖北省委常委、省纪委书记、省监察委员会主任。

## 生平
1981年9月，在北京大学地理学系自然地理专业学习。1985年9月，在北京大学社会学系社会学专业读研究生。
1987年7月参加工作，任国家经济体制改革研究所发展研究室研究人员。1991年6月，任国务院房改领导小组办公室指导处干部。1992年9月，任国务院房改领导小组办公室指导处副处长。1995年1月，任国务院房改领导小组办公室指导处处长。1998年4月加入中国共产党。1998年7月，任中华人民共和国建设部住宅与房地产业司房改政策指导处处长。1999年5月，任建设部住宅与房地产业司副司长（其间：2001年3月至2002年1月，在中共中央党校一年制中青班学习）。2007年10月，任建设部住房保障与公积金监督管理司司长。2008年8月，任中华人民共和国住房和城乡建设部住房保障司司长。
2010年11月，任中共铜陵市委副书记。2011年1月，任中共铜陵市委副书记、市长。2013年，当选第十二届全国人民代表大会安徽地区代表。2014年5月，任安徽省住房和城乡建设厅党组书记、厅长。2017年3月，接替杨敬农任安徽省人民政府党组成员、办公厅党组书记、省政府秘书长。2017年11月，调任吉林省人民政府副省长。2020年3月，任中共吉林省委常委、省委政法委书记。2021年5月，调任中共湖北省委常委、省纪委书记，湖北省监察委员会主任。